# 西曲街道
西曲街道，是中华人民共和国山西省太原市古交市下辖的一个乡镇级行政单位。

## 行政区划
西曲街道下辖以下地区：
矾石沟社区、迎宾路社区、滨河北路社区、滩上社区、西曲社区、港立村、石炭咀村和永树曲村。